# Testy randomizacyjne
Testy randomizacyjne (ang. randomization tests) – testy statystyczne oparte na procedurze losowego przydzielania wyników (lub par wyników) do grup oraz porównywaniu otrzymanych rezultatów z wszystkimi możliwymi kombinacjami wyników. Testy randomizacyjne odpowiadają na pytanie, czy zbiory obserwacji różnią się w wyniku przypadku. Pomysłodawcą tego typu testów statystycznych był Ronald Fisher.